# Football League Championship 2005-2006
L'edizione 2005-2006 della Football League Championship (detta Coca-Cola Championship per sponsor) fu la 103ª edizione del campionato inglese di Seconda Divisione, la 15ª con la formula attuale.

## Avvenimenti
Il Reading arrivò sorprendentemente primo in classifica (superando il record del Sunderland di punti ottenuti,in coincidenza con la retrocessione dalla Premier League di questa squadra con il minor numero di punti ottenuti in massima serie). Ad essa si unì lo Sheffield United che ritrovò la Premiership dopo 12 anni. La grande sorpresa dell'anno fu il Watford che, favorito per la retrocessione, ottenne l'accesso ai Playoff e venne promosso dopo aver battuto il Leeds United 3-0 al Millennium Stadium di Cardiff. Tra le retrocesse dalla Premier il Crystal Palace è stata la squadra che ha ottenuto il miglior risultato, perdendo l'accesso in Premier nelle semifinali dei Playoff. Il Norwich non mai superato la metà classifica mentre il Southampton ha subito una terribile stagione che ha visto Sir Clive Woodward assumere un ruolo molto criticato come manager della squadra mentre l'unico lato positivo per i tifosi dei Saints è stato l'approdo di Harry Redknapp
ai rivali del Portsmouth.
La lotta per la retrocessione è stata combattuta da principalmente 4 squadre:Crewe Alexandra, Brighton & Hove Albion F.C., Millwall e Sheffield Wednesday.Fu lo Sheffield Wednesday ad ottenere la salvezza e le altre tre furono relegate in Lotball League One, dopo che lo Wednesday batté il Brighton 2-0.Mentre il Crewe e il Brighton venivano considerate squadre che non meritavano addirittura in Championship, il Millwall cambiò 5 dirigenti e 4 allenatori diversi durante la stagione.

## Squadre partecipanti
- Brighton
- Burnley
- Cardiff City
- Coventry City
- Crewe Alexandra
- Crystal Palace
- Derby County
- Hull City
- Ipswich Town
- Leicester City
- Leeds Utd
- Luton Town

- Millwall
- Norwich City
- Plymouth
- Preston N.E.
- QPR
- Reading
- Sheffield Utd
- Sheffield Weds
- Southampton
- Stoke City
- Watford
- Wolverhampton

## Classifica finale
|  |     | Classifica finale 2005-06 | Pt  | G  | V  | N  | P  | GF | GS | DR  |
|  | --- | ------------------------- | --- | -- | -- | -- | -- | -- | -- | --- |
|  | 1.  | Reading                   | 106 | 46 | 31 | 13 | 2  | 99 | 32 | +67 |
|  | 2.  | Sheffield Utd             | 90  | 46 | 26 | 12 | 8  | 76 | 46 | +30 |
|  | 3.  | Watford                   | 81  | 46 | 22 | 15 | 9  | 77 | 53 | +24 |
|  | 4.  | Preston N.E.              | 80  | 46 | 20 | 20 | 6  | 59 | 30 | +29 |
|  | 5.  | Leeds Utd                 | 78  | 46 | 21 | 15 | 10 | 57 | 38 | +19 |
|  | 6.  | Crystal Palace            | 75  | 46 | 21 | 12 | 13 | 67 | 48 | +19 |
|  | 7.  | Wolverhampton             | 68  | 46 | 16 | 19 | 11 | 50 | 42 | +8  |
|  | 8.  | Coventry City             | 63  | 46 | 16 | 15 | 15 | 62 | 65 | -3  |
|  | 9.  | Norwich City              | 62  | 46 | 18 | 8  | 20 | 56 | 65 | -9  |
|  | 10. | Luton Town                | 61  | 46 | 17 | 10 | 19 | 66 | 67 | -1  |
|  | 11. | Cardiff City              | 60  | 46 | 16 | 12 | 18 | 58 | 59 | -1  |
|  | 12. | Southampton               | 58  | 46 | 13 | 19 | 14 | 49 | 50 | -1  |
|  | 13. | Stoke City                | 58  | 46 | 17 | 7  | 22 | 54 | 63 | -9  |
|  | 14. | Plymouth                  | 56  | 46 | 13 | 17 | 16 | 39 | 46 | -7  |
|  | 15. | Ipswich Town              | 56  | 46 | 14 | 14 | 18 | 53 | 66 | -13 |
|  | 16. | Leicester City            | 54  | 46 | 13 | 15 | 18 | 51 | 59 | -8  |
|  | 17. | Burnley                   | 54  | 46 | 14 | 12 | 20 | 46 | 54 | -8  |
|  | 18. | Hull City                 | 52  | 46 | 12 | 16 | 18 | 49 | 55 | -6  |
|  | 19. | Sheffield Weds            | 52  | 46 | 13 | 13 | 20 | 39 | 52 | -13 |
|  | 20. | Derby County              | 50  | 46 | 10 | 20 | 16 | 53 | 67 | -14 |
|  | 21. | QPR                       | 50  | 46 | 12 | 14 | 20 | 50 | 65 | -15 |
|  | 22. | Crewe Alexandra           | 42  | 46 | 9  | 15 | 22 | 57 | 86 | -29 |
|  | 23. | Millwall                  | 40  | 46 | 8  | 16 | 22 | 35 | 62 | -27 |
|  | 24. | Brighton                  | 38  | 46 | 7  | 17 | 22 | 39 | 71 | -32 |

## Playoff

### Tabellone
|  | Semifinali | Semifinali     | Semifinali     | Semifinali     | Semifinali |  |  | Finale    | Finale    | Finale |  |
|  |            |                |                |                |            |  |  |           |           |        |  |
|  | 6          | Crystal Palace | Crystal Palace | Crystal Palace | 0          |  |  |           |           |        |  |
|  | 3          | Watford        | Watford        | Watford        | 3          |  |  | Watford   | Watford   | 3      |  |
|  | 5          | Leeds Utd      | Leeds Utd      | Leeds Utd      | 3          |  |  | Leeds Utd | Leeds Utd | 0      |  |
|  | 4          | Preston N.E.   | Preston N.E.   | Preston N.E.   | 1          |  |  |           |           |        |  |

## Classifica marcatori
|  | Gol | Marcatore        | Squadra        |
|  | --- | ---------------- | -------------- |
|  | 22  | Marlon King      | Watford        |
|  | 18  | Dave Kitson      | Reading        |
|  | 18  | Kevin Doyle      | Reading        |
|  | 18  | Cameron Jerome   | Cardiff City   |
|  | 15  | Darius Henderson | Watford        |
|  | 15  | Andy Johnson     | Crystal Palace |
|  | 15  | Gary McSheffrey  | Coventry City  |
|  | 15  | Ade Akinbiyi     | Sheffield Utd  |
|  | 14  | Ashley Young     | Watford        |
|  | 14  | Steve Howard     | Luton Town     |

## Altre classifiche
- Premier League 2005-06